# بريسكا
بريسكا (باللاتينية: Prisca) هي إمبراطورة رومانية قرينة ولدت في مايو 247 في مدينة سبليت في كرواتيا حالياً. كانت زوجة الإمبراطور دقلديانوس. انجبت منه ابنة واحدة وهي غاليريا فاليريا والتي تزوجت لاحقاً من غاليريوس. ذكر المؤرخ لاكتانتيوس عن ايمانها للمسيحية هي وابنتها ليقوم دقلديانوس نتيجة ذلك بإجبارها هي وابنتها على تقديم الذبائح للآلهة الرومانية. بعد ان ترك دقلديانوس الحكم قضى بقية حياته في سبالانتوم، فيما ذهبت هي للعيش برفقة ابنتها فاليريا في تسالونيك. بعد وفاة غاليريوس في سنة 311 اصبحن تحت حماية ليسينيوس، لكنهن هربن من ليسينيوس وأتين عند ماكسيمينوس دايا. هناك قام ماكسيمينوس بطلب الزواج من فاليريا، لكن بسبب رفضها للزواج قام ماكسيمينوس بحبسها في سوريا. بعد ان سيطر ليسينيوس على سوريا، قام بملاحقة بريسكا وإبنتها هو الآخر، وتمكن من القبض عليهن في تسالونيك وأمر بقطع رأسهن بتهمة الخيانة في سنة 315 وقام برمي جثتيهن في البحر.